# První Doktor
První Doktor je původní inkarnací hlavní postavy nejdéle běžícího sci-fi seriálu BBC Doctor Who. Ztvárnil ho britský herec William Hartnell (v letech 1963-1966). Hartnell si pak roli ještě zopakoval v příběhu natočeném k desátému výročí seriálu (The Three Doctors) v roce 1973 - byť v něm neměl více prostoru. V příběhu natočeném k dvacátému výročí (The Five Doctors) hrál roli namísto zesnulého Williama Hartnella (zemřel 1975) herec Richard Hurndall, v roce 2017 si jej ve speciálu Twice Upon A Time zahrál David Bradley. Ve filmech z let 1965 a 1966 (tedy v době prvního Doktora) ztvárnil postavu Doktora Peter Cushing, známý například svojí rolí Grand Moff Tarkina z Hvězdných válek.
Doktor je několik set let starý příslušník mimozemské rasy Pánů času z planety Gallifrey, jenž cestuje časoprostorem ve své vesmírné lodi, zvané TARDIS, a to většinou ne sám. Když je Doktor vážně zraněný zregeneruje a zcela změní svou podobu, ale i osobnost. Hartnellův Doktor je pak jeho první, fakticky nejmladší (ač vzhledově/fyzicky/ nejstarší), inkarnací. Regenerace byla vymyslena, když byl Hartnell nucen vzhledem ke své nemoci opustit seriál, ale televize se seriálu nechtěla vzdát..

## Biografie charakteru
Na počátku série byl (první) Doktor záhadnou osobou, o níž se nevědělo nic, než že má vnučku , Susan Foremanovou, a že oba pocházejí z jiného času a místa. Měl stroj času, TARDIS, která se maskovala jako policejní telefonní budka a jež byla uvnitř větší, než zvenčí. On a Susan byli v exilu, ačkoliv nebylo jasné proč. Jméno rasy Pánů času vyšlo najevo až v posledním příběhu druhého Doktora a jejich domovská planeta Gallifrey je zmíněna až v době Doktora třetího.
Byla to právě tato inkarnace, v níž Doktor poprvé potkal Daleky a Kyberlidi, rasy, z nichž se staly jeho největší nepřátelé.
První Doktor se svými společníky navštívil mnohá historická období (např. Francouzskou revoluci, Starou Čínu, kde se setkali s Marcem Polem nebo Mexiko v období Aztéků. Když se Susan zamiluje do pozemského odbojáře Davida Campblella (příběh (Dalecká invaze Země), nechal ji Doktor jejímu osudu, aby mohla dál žít svůj vlastní život, i když slíbil, že se jednou vrátí. Susan brzy nahradila Vicki, (příběh Záchrana), kterou zachránili z planety Dido.
Po časoprostorové honičce využijí Ian a Barbara dalecký stroj času k návratu domů (Na útěku), a jejich místo nahradil Steven Taylor. Společně narazí poprvé na dalšího příslušníka Doktorova druhu, (Vměšující se mnich). Na konci příběhu Stvořitelé mýtů se Vicki rozhodne opustit TARDIS a zůstat s Troiluem. K Doktorovi a Stevenovi se poté připojí Katarina a Sara Kingdom, obě však zemřou během událostí příběhu Mistrovský plán Daleků.
V příběhu Masakr Bartolomějské noci se k Doktorovi a Stevenovi připojí dívka Dodo Chapletová. Ta vezme do budoucnosti virus rýmy, který málem vyhladí celou tamní populaci.
Jeden z nejnebezpečnějších nepřátel prvního Doktora byl Nebeský hračkář, jenž donutil Doktora a jeho společníky hrát hry na život a na smrt.
Nakonec (prvního) Doktora opustili i Steven a Dodo, a místo nich přišli na palubu Polly a Ben, kteří také byli svědky Doktorovy první regenerace.
Staří (prvního) Doktora nakonec dohnalo. Poté, co na Antarktidě porazí Kyberlidi (příběh Desátá planeta), Doktor zkolabuje na podlaze TARDIS a před očima překvapených společníků (Bena a Polly) se jeho buňky poprvé obnoví a on tak zcela změní svojí podobu a osobnost - regeneruje v druhého Doktora.

## Osobnost
První Doktor byl již od počátku tajemnou osobou. Ačkoliv se jedná o Doktorovu nejmladší inkarnaci, jevil se jako slabý, křehký stařec, jenž však skrývá nečekanou sílu a pevnou vůli. Oplýval nepřebernými znalostmi, nebyl však schopen ovládat svoji TARDIS; jeho vnučka Susan toto vysvětlila tím, že je "poněkud zapomnětlivý". Ke svým spolucestujícím se choval povýšeně, často se s nimi hádal, se svojí vnučkou Susan měl však velmi silný emocionální vztah. Také byl bezohledný a pro dosažení svých cílů byl schopen lhát a jednou dokonce skoro i zabít (příběh Na pokraji destrukce). Svým prvním společníkům (Ianovi a Barbaře) zpočátku nedůvěřoval, po čase a prožitých dobrodružstvích k nim však měl stále blíž.
Nakonec začal Doktor lidi sám zvát a bylo mu líto, když ho posléze opouštěli, ačkoliv chápal, že je to pro ně to nejlepší. Postava se postupně vyvinula do podoby dědečka, jehož všechny děti milují.
V původním pilotu nosil Doktor moderní oblečení, včetně obleku a kravaty. Když byl pilot přetočen, bylo toto oblečení nahrazeno tím, jež se stalo pro prvního Doktora typickým, včetně nezbytné hole.

## Styl vyprávění
Program byl určen jako výukový, proto byly jeho příběhy rozděleny do dvou skupin: příběhy historické (které měly učit o historii) a futuristické (které měly učit o vědě), které se víceméně střídaly. Ke konci druhé sezóny se však rozhodlo, že budou úspěšnější díly futuristické vůči historickým upřednostňovány.
První objevení Daleků (druhý příběh - Dalekové) proměnilo dětský program v národní fenomén, jenž brzy sledovala celá rodina.

## Pozdější návraty
První Doktor se po své regeneraci objevil ještě dvakrát. A to ve výročních příbězích v letech 1973 a 1983, přičemž v prvním z nich se objevil jen krátce, z videozáznamu, a ve druhém byl hrán jiným hercem, neboť byl William Hartnell již 8 let mrtvý. Symbolicky se v něm však objevil v sekvenci před úvodními titulky, pro které byly použity záběry z příběhu Mistrovský plán Daleků. Dále se 1.Doktor tentokrát hraný hercem Davidem Bradleym ocitá v dobrodružství s 12.inkarnací (Peter Capaldi) v příběhu Twice Upon A Time!

## Další zmínky
V Dimensions in Time mluví čtvrtý Doktor (Tom Baker) o prvním Doktorovi jako o "nevrlci". V příběhu "Time Crash" říká desátý Doktor pátému, "Z počátku jsem se snažil být nevrlý a strašně důležitý, tak jak to mladí dělají." Krátký klip z příběhu Vměšující se mnich se objevil v příbězích Další Doktor a Jedenáctá hodina. V příběhu Upíři benátští ukazuje jedenáctý Doktor svoji průkazku do knihovny, která obsahuje fotografii prvního Doktora a adresu 76 Totters Lane. V příběhu Vincent a Doktor objeví se první a druhý Doktor na vytištěném papíře, když Doktor požádá TARDIS, aby ho identifikovala. V příběhu Velký třesk se jedenáctý Doktor letmo zmíní o prvním, když o něm Amy říká, že to byl "hloupý starý muž, co ukradl kouzelnou budku a utekl pryč".